# Mallophora belzebul
Mallophora belzebul är en tvåvingeart som beskrevs av Ignaz Rudolph Schiner 1867. Mallophora belzebul ingår i släktet Mallophora och familjen rovflugor. Inga underarter finns listade i Catalogue of Life.